# Prosoplus granulifer
Prosoplus granulifer là một loài bọ cánh cứng trong họ Cerambycidae.